# Montréjeau

Montréjeau este o comună în departamentul Haute-Garonne din sudul Franței. În 2009 avea o populație de 2.797 de locuitori.

## Evoluția populației
| An        | 1975  | 1982  | 1990  | 1999  | 2006  | 2009  |
| --------- | ----- | ----- | ----- | ----- | ----- | ----- |
| Populație | 3.473 | 3.161 | 2.857 | 2.577 | 2.706 | 2.797 |